# Norbornadiène
Le norbornadiène est un hydrocarbure bicyclique. Ce composé peut être vu comme une molécule de 1,4-cyclohexadiène auquel a été ajouté un pont méthylène sur les positions para. Ce composé est proche du norbornène qui a une structure identique, mais qui a une double liaison de moins. Le norbornadiène et les composés voisins ont un grand intérêt scientifique de par leur géométrie inhabituelle et leur grande réactivité.

## Synthèse
La synthèse du norbornadiène est basée sur une réaction de Diels-Alder entre le cyclopentadiène et un alcyne :

## Réactions
On peut synthétiser à partir du norbornadiène un de ses isomères, le quadricyclane, par une réaction de type photochimique assistée par un sensibilisant photochimique, comme l'acétophénone. 
Le couple norbornadiène-quadricyclane a été étudié comme possibilité de stockage de l'énergie solaire.

Le norbornadiène et ses dérivés forment aussi des complexes organométalliques, où ils peuvent agir en tant que donneur de paire d'électrons voir de quatre électrons. Les composés « sandwich » comme le tétracarbonyl(norbornadiène)chrome(0), sont utilisés pour échanger les carbonyles du chrome par des ligands phosphine bidentates.
Le norbornadiène est aussi un réactif pour la synthèse du diamantane et du sumanène, et est utilisé comme donneur d'acétylène dans la réaction avec la 3,6-di-2-pyridyl-1,2,4,5-tétrazine (voir 1,2,4,5-tétrazines).